# Kościół Matki Bożej Różańcowej w Puławach
Kościół Matki Bożej Różańcowej – rzymskokatolicki kościół parafialny należący do dekanatu Puławy archidiecezji lubelskiej. Świątynia jest wpisana do gminnej ewidencji zabytków.

## Historia
Budowla została wzniesiona około 1880 roku jako cerkiew prawosławna dla wojska rosyjskiego. Po I wojnie światowej świątynia została przekazana kościołowi rzymskokatolickiemu i przeznaczona na kościół garnizonowy. Budowla konsekrowana w 1921 roku. W latach 1936–1937 świątynia została przebudowana: rozebrano kopuły cerkiewne, zatarto cechy charakterystyczne dla budowli cerkiewnych. Do 1939 roku nabożeństwa w kościele były odprawiane przez księży diecezjalnych lub kapelana. Podczas II wojny światowej świątynia została oddana w użytkowanie parafii. Po zakończeniu wojny kościół był remontowany przez księdza S. Zawadzkiego. Budowla została odmalowana w 1972 roku. W latach 1982–1992 została wymieniona blacha na dachu.

## Architektura
Budowla składa się z jednej nawy, przy prezbiterium znajduje się zakrystia, do świątyni prowadzą 3 wejścia z kruchtami. Pamiątką po cerkwi jest kopuła znajdująca się w prezbiterium. Ołtarz główny został wykonany z drewna dębowego w 1945 roku, znajduje się w nim kopia cudownego obrazu Matki Bożej Różańcowej, umieszczonego w bazylice Świętej Trójcy w Krakowie, namalowana w 1975 roku przez krakowską artystkę Zofię Wójcik. Dwa ołtarze boczne zostały wykonane z drewna jesionowego, w prawym znajduje się obraz św. Ekspedyta, namalowany przez Antoniego Michalaka, na ścianie znajduje się obraz bł. ks. Jerzego Popiełuszki, namalowany przez Zbigniewa Kotyłłę; w lewym znajduje się obraz Młosierdzia Bożego (malarz Zbigniew Kotyłło), na ścianie znajduje się obraz św. papieża Jana Pawła II (malarz Zbigniew Kotyłło). Na chórze muzycznym znajdują się organy koncertowe o 9 głosach, zakupione w 1971 roku od Feliksa Rączkowskiego.